# Щорс (фільм)
«Щорс» (рос. Щорс) — український радянський художній кінофільм Олександра Довженка. Історично-революційна стрічка про воєначальника часів громадянської війни Миколу Щорса. Фільм вийшов на київські екрани 1 травня 1939 року.
Дія відбувається в Україні на початку 1919 року, перед поваленням гетьманату. Червона армія, очолювана Щорсом, за підтримки українських повстанців насувається на Київ, щоб заволодіти багатствами України на благо більшовиків. Вона постає перед супротивом військ Петлюри, німецьких інтервентів та Добровольчої армії Драгомирова. Водночас на заваді планам Щорса стають зрадники в його війську та у вищому командуванні, готові віддати Україну ворогам.

## Сюжет
До українського села наближається німецька армія разом з петлюрівцями. Переможно ввійшовши в село, німці вимагають забезпечити їх провіантом. Петлюрівці допитуються в місцевого діда-ткача Платона де його сини. Той відповідає — поїхали до Щорса. Петлюрівський отаман наказує побити діда батогами. Тим часом Платонові сини та інші партизани дістаються до Щорса і вступають до його армії.
Білогвардійські офіцери збираються на таємну раду, де постановляють за будь-яку ціну утримати Україну, щоб вона забезпечувала білогвардійців провіантом. Підлеглі їм німці доповідають, що хочуть повернутися на батьківщину, щоб протистояти тамтешній революції. Отримавши відмову, німецькі солдати убивають офіцерів. Щорс доручає командиру Михайлюку заручитися підтримкою рядових німецьких солдатів. Але комісар приносить запізнілий наказ — вирушити в Самару для придушення бунту. Щорс не впевнений в доцільності цього, коли Україна в небезпеці. Бійці підтримують рішення захищати Україну від білогвардійців. Проте кулеметна рота сумнівається в правильності дій Щорса, вважає, що червоноармійці скоро будуть переможені.
До Щорса приїжджає батько Боженко, щоб приєднатися до боротьби. Невдовзі кулеметна рота вривається в кабінет і намагається заарештувати Щорса, але тікає, коли він дістає з шафи бомбу. Щорс пише текст присяги червоноармійців для новосформованого полку імені Богуна, який вирушає забезпечити підтримку селян.
Очолена Щорсом демонстрація прямує до німців, яких переконує відступити. Червоноармійці зупиняють поїзд з німецькими командирами та захоплюють їх в полон. Щорс віддає офіцерів під суд рядових німецьких солдатів — поранених, які не змогли поїхати з рештою армії. Вони виносять смертний вирок.
Червоноармійці перекривають шляхи на Київ і розстрілюють в Чернігові парад синьожупанників, після чого звільняють в'язнів тюрми. В сусідньому селі вони опиняються під час весілля, де наречена Настя, натхнення словами командира, покидає нареченого-нелюба і освідчується в коханні командиру. В українській Директорії в той час планують отримати підтримку від американців, для чого Петлюра пропонує їх підкупити.
Щорс присоромлює військовополонених петлюрівців, порівнюючи червоноармійців з козаками, а петлюрівців — з «правнуками поганими» (цитує Шевченка). Щорс дозволяє всім охочим піти, але полонені вирішують стати на його бік. Отримавши поповнення, червоноармійці захоплюють Київ. Але Петлюра посилає підкріплення на броньовиках, потісняючи червоноармійців біля Бердичева. Троцький нехтує потребами більшовиків в Україні, не присилаючи їм допомоги, за винятком командирів. Щорс проте надихає соратників, описуючи мирне майбутнє.
Селяни, серед яких є дід Платон, вступають в лави червоноармійців. Командири Троцького звинувачують Щорса в «партизанщині» та непокорі, але той рішуче відповідає, що залучаючи «низи» суспільства забезпечує міцну владу більшовиків. З Києва надходить повідомлення про вбивство дружини Боженка. Той терміново вирушає в Київ, попри те, що влада червоноармійців там ще хитка. Він вривається в театр під час вистави, де зі сцени вимагає від «буржуазії» підтримати більшовиків. Щорс застерігає Боженка від поспішних дій та не дозволяє йому вчинити розправу над «буржуями», щоб не допустити анархії, а потім дарує шаблю.
Армія Щорса протистоїть дедалі більшим силам поляків, які прийшли на допомогу петлюрівцям. В іншому місці червоноармійцям вдається оточити польських командирів. Зв'язавшись з ними по телефону, Щорс добивається припинення вогню, а слідом сам іде у наступ.
Проте перемога недовга, на Київ наступає генерал Драгомиров, а південний схід України лишається під владою білогвардійців. Боженко помирає та заповідає поховати його під «Заповіт» Шевченка. Поховавши його, Щорс, який вже невдовзі загине, збирає командирів з народу, обіцяючи, що вони продовжать його справу.

## Знімальна група
- Сценарист та режисер-постановник: Олександр Довженко
- Режисер: Юлія Солнцева
- Асистенти режисера: Лазар Бодик, Гнат Ігнатович-Балінський
- Оператор-постановник: Юрій Єкельчик
- Художник-постановник: Моріц Уманський
- Звукооператор: Микола Тімарцев
- Композитор: Дмитро Кабалевський
- Оператор: Ю. Голдабенко; асистенти оператора: Олексій Мішурин, В. Юрченко
- Помічник режисера: Ісаак Шмарук
- Художник-гример: Л. Хазанов
- Асистент по монтажу: О. Скрипник
- Державний оркестр УРСР, диригент Савелій Гіндін
- Текст пісень: Андрій Малишко
- Директор знімальної групи: З. Рогозовський

## Актори
- Євген Самойлов — Микола Щорс
- Іван Скуратов — «батько» Василь Боженко
- Ніна Нікітіна — Настя
- Георгій Полежаєв — Симон Петлюра

Командири:
- Лука Ляшенко — Северин Черняк
- Олександр Гречаний — Михайлюк
- Павло Красилич — командир
- Олександр Хвиля — Савка Троян
- Степан Шкурат — командир
- Дмитро Мілютенко — Володимир Винниченко
- Микола Надемський
- Амвросій Бучма — генерал

Бійці:
- Юрий Бантиш
- Петро Масоха — боєць
- Микола Коміссаров — німецький генерал
- Лаврентій Масоха
- Дмитро Барвінський
- Д. Костенко

Німецькі солдати:
- Ганс Клерінг — німецький солдат
- Сергій Комаров — німецький полковник
- Освальд Глазунов — німецький солдат
- Сергій Комісаров — німецький генерал

## Історія створення

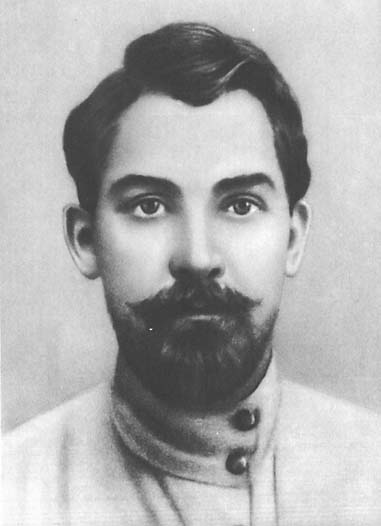
Фото історичного Щорса

Олександр Довженко працював над фільмом «Щорс» 4 роки за особистим замовленням генерального секретаря ЦК КПРС — Сталіна. Здобувши в радянських критиків славу за фільм «Аероград», Довженко отримав доручення зняти фільм про Щорса — «українського Чапаєва» («Чапаєв» був улюбленим фільмом Сталіна). Ключовим консультантом Довженка став Іван Дубовий, який служив у Щорса заступником начальника 1-ї українській дивізії імені Богуна. У цей час Довженко мріяв створити фільм про Тараса Бульбу, але не міг зігнорувати наказ генерального секретаря. Сценарій, побудований за маршрутами боїв Миколи Щорса, Олександр Довженко писав 11 місяців, отримував багато листів від учасників боїв та соратників Щорса, відвідував архіви та історичні музеї.
Про смерть Щорса існувало дві версії. За першою, 30 серпня 1919 року під Коростенем Щорс потрапив під вогонь петлюрівського кулеметника і помер на руках Івана Дубового. Цю версію підтримувала і вдова Щорса — Фрума Хайкіна-Ростова. За іншою, неофіційною версією, в червні 1919 року Щорс ухилявся від виконання договору про військово-політичний союз радянських республік, який передбачав підпорядкування українських військ командуванню Червоної армії РРФСР. Через це Щорс, а разом з ним командири Боженко, Котовський, Богунський і Черняк були розцінені Троцьким як вороги і було організовано їхнє вбивство. Виконавцем убивства вважався сам Іван Дубовий.
Зйомки почалися в 1937 році, ще до отримання офіційного визнання сценарію. Проби фільму відправлялися Сталіну у Москву, він наказував вносити корективи, тож деякі епізоди Довженко був змушений переробляти по 5-6 разів.
Фінал фільму повинен був відповідати офіційній версії — Щорс помирає на руках у Дубового, що проходив крізь увесь фільм як близький друг командира. Але Дубовий був арештований просто під час зйомок «Щорса» 21 серпня 1937 року. Наступного дня Довженка відвідав співробітник ГПУ та «порекомендував» терміново вилучити роль Дубового зі сценарію взагалі. Довженко боявся, що невдовзі арештують і його, в нього стався інфаркт, робота над фільмом була перервана. Не знаючи про зізнання Дубового у вбивстві Щорса, Довженко переосмислив його постать, агент НКВД доносив: «Тоді Довженко взявся за чергову переробку, але на свій жах побачив, що Дубовий, якого він показує зрадником і вбивцею Щорса, перетворюється у грандіозну демонічну фігуру…». Тож замість первісного задуму героїчно відтворити історичні обставини смерті на полі бою, Довженко взагалі відмовився її показувати. Натомість сценарій закінчувався словами: «Щорс стояв біля вікна. Він був прекрасний. Більше ми його не бачили». Зйомки завершили тільки в 1939 році.
Незважаючи на проблемне створення, фільм «Щорс» у 1941 році був відзначений Сталінською премією 1-го ступеня. Успіхи «Щорса» дали Олександру Довженку підстави вважати себе реабілітованим в очах комуністів. Він став депутатом, керівником Київської кіностудії (пізніше названа на честь Довженка) та членом президії комісії з присудження Сталінської премії.

## Оцінки
Режисер та публіцист Олексій Радинський відгукувався в 2017 році: «„Щорс“ — це один із найцікавіших фільмів Довженка і його неможливо сприймати як просту пропагандистську роботу. Фільм було створено в мінливій та параноїдальній атмосфері передвоєнного СРСР… „Щорс“ Довженка можна вважати пропагандистським фільмом принаймні в одному значенні: він спрямований на конструювання реальності, а не на її репрезентацію. Це конструювання тривало й після смерті ймовірного замовника фільму. 1954 року саме образ із фільму Довженка було використано для ескізу пам'ятника Щорсові на бульварі Шевченка в Києві».
Історик і публіцист Олександр Зінченко писав у 2019 році, що «У сценарії треба було пройти сухим по між дощ. І так Довженко створив міф про те, що радянська влада не була принесена на чужих багнетах з півночі, а самі українці вибороли свою Радянську Україну! Так він уявляв свою боротьбу за суб'єктність України на культурному фронті».

## Нагороди
- 1941 — Сталінська премія 1-го ступеня Олександру Довженко та акторам Євгену Самойлову та Івану Скуратову. Премія за найкращий сценарій 1-го ступеня в Москві.